# Aviron Bayonnais Rugby Pro
L'Aviron Bayonnais Rugby Pro è la sezione di rugby a 15 dell'Aviron Bayonnais, club polisportivo francese con sede a Bayonne. Istituita nel 1904, la squadra milita nelle categorie di vertice del campionato francese e durante la sua storia ha conquistato tre volte il titolo nazionale.
I baschi giocano le partite di casa allo Stadio Jean Dauger e i colori sociali sono il celeste e il bianco. 
Molto sentita la rivalità con l'altro club basco, Biarritz.

## Palmarès
- Campionati francesi: 3
1912-13, 1933-34, 1942-42
- Coppe di Francia: 2
1935-36 , 1979-80